# Rijnliga

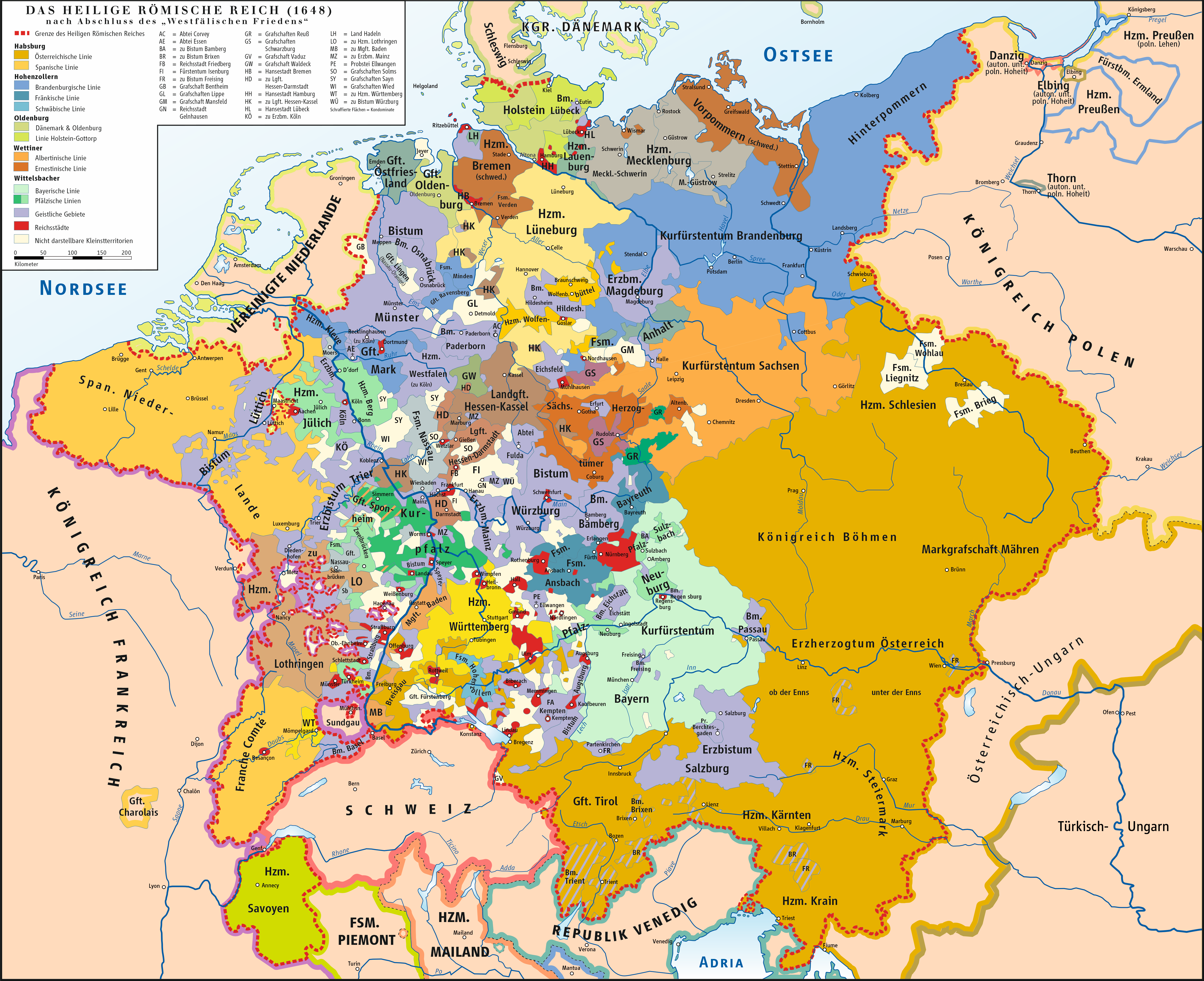
Het Heilige Roomse Rijk in 1648

De Rijnliga (Frans: Ligue du Rhin, Duits: Rheinischer Bund of Rheinische Allianz) of Eerste Rijnbond (Duits: Erster Rheinbund) was een anti-Habsburgs bondgenootschap dat bestond van 1658 tot 1670. De deelnemers waren een zestiental vorsten in het Heilige Roomse Rijk, alsook de koningen van Frankrijk en Zweden.

## Geschiedenis
De Rijnliga werd opgericht door Johann Philipp von Schönborn, de keurvorst van Mainz, en zijn hofmaarschalk Johann Christian von Boyneburg. Gedurende het bestaan van de liga zou Mainz een toonaangevend lid blijven. De verbintenis werd formeel ondertekend op 15 augustus 1658 door zeven staten (zie onder). Nadien zouden nog twaalf andere toetreden.
De deelnemers voerden niet dezelfde staatsgodsdienst; sommige waren katholiek, sommige waren hervormd. Hun doel bestond erin, de Godsdienstvrede van Augsburg (1555) en de Vrede van Westfalen (1648) te waarborgen. Het bondgenootschap was voornamelijk gericht tegen het machtige huis Habsburg, waarvan de Oostenrijkse tak en de Spaanse tak een belangrijke hand hadden gehad in de Dertigjarige Oorlog. In de toekomst moest men gezamenlijk vermijden dat het huis Habsburg te machtig werd. De Franse regeringsleider Mazarin sloot zich aan bij het bondgenootschap, als "beschermer van de zelfstandigheid van de Duitse vorsten" maar tegelijkertijd als aartsrivaal van de Habsburgers.
Het bondgenootschap moest elke drie jaar verlengd worden. Dit is slechts twee keer gebeurd. Al snel werd de ambitieuze Lodewijk XIV van Frankrijk niet meer als beschermer maar als gevaar ervaren. Na de Franse aanval op de Spaanse Nederlanden (de zogenaamde Devolutieoorlog) besloten de Duitse vorsten het verbond niet te vernieuwen (augustus 1667). Frankrijk probeerde een nieuw verbond te sluiten met de belangrijkste leden van de liga onder de benaming Rheinbundrat. Met de Franse agressie tegen het Duitse hertogdom Opper-Lotharingen (1670) was ook deze Rheinbundrat verleden tijd. In de Hollandse Oorlog die volgde, werden de Oostenrijkse en Spaanse Habsburgers niet langer beschouwd als een bedreiging voor de Duitse ministaatjes, maar als een tegenwicht voor Franse hegemonie.

## Leden
Dit overzicht is mogelijk incompleet; u kunt helpen door het uit te breiden.
| Leden van de Rijnliga (met jaar van toetreding) | Leden van de Rijnliga (met jaar van toetreding) |
| --- | --- |
| 1. Keurvorstendom Mainz (1658) 2. Keurvorstendom Keulen (1658) 3. Vorstendom Palts-Neuburg (1658) 4. Bremen-Verden (in personele unie met Zweden) (1658) 5. Hertogdom Brunswijk-Lüneburg (1658) 6. Landgraafschap Hessen-Kassel (1658) 7. Koninkrijk Frankrijk (1658) 8. Landgraafschap Hessen-Darmstadt (1659) 9. Vorstendom Salm-Salm (1659) 10. Graafschap Hohenlohe (1659) | 1. Vorstendom Waldeck-Pyrmont (1659) 2. Prinsbisdom Münster (1660) 3. Hertogdom Württemberg (1660) 4. Hertogdom Pommeren (in personele unie met Zweden) (1660) 5. Keurvorstendom Trier (1662) 6. Hertogdom Palts-Zweibrücken (1663) 7. Prinsbisdom Bazel (1664) 8. Keurvorstendom Brandenburg (1665) 9. Prinsbisdom Straatsburg (1665) |